# Liste der griechischen Botschafter in Russland
Der Griechische Botschafter in Russland (russisch Греческий посланник в России Gretscheski poslannik w Rossii, griechisch Πρέσβης της Ελλάδας στη Ρωσία Présvis tis Elládas sti Rosía, englisch Greek Ambassador to Russia) ist der ranghöchste Diplomat der Regierung von Griechenland (Κυβέρνηση της Ελλαδας) in Russland. Der Botschafter residiert in der Botschaft in Moskau (russisch Посольство Греции) in der Leont’yevskiy Pereulok, 4 (⊙). Zusätzlich gibt es noch ein Generalkonsulat in Moskau (Генеральное Консульство в Москве) in der Ulitsa Spiridonovka, 14 und ein Greece visa center (Visa-Zentrum, Сервисно-Визовый Центр Греции) in der Mytnaya Ulitsa, 66.

## Botschafter
| Akkreditierung   | Botschafter Griechisch Russisch                                                | Porträt      | Anmerkungen | Regierungschef Griechenlands | Regierungschef Russlands |
| ---------------- | ------------------------------------------------------------------------------ | ------------ | --- | ---------------------------- | ------------------------ |
| 1834             | Michael Soutzos Μιχαήλ Σούτσος Михаил Суцу                                     |              | | Ioannis Kolettis             | Nikolaus I.              |
| 1850             | Konstantinos Zografos Κωνσταντίνος Ζωγράφος Константинос Зографос              |              | (1796–1856) Otto (Griechenland) musste 1837 die höchste politische Autorität in Außenangelegenheiten an den Botschafter in Konstantinopel, Konstantinos Zografos, übergeben. Dieser trat jedoch im März 1840 zurück. | Antonios Kriezis             | Nikolaus I.              |
| 1855             | Ioannis Soutsos Ιωάννης Σούτσος Иоаннис Сутсос                                 |              | Chargé d’affaires „Juan Soutsou“ (1804–1890) im Magazin Asty (Άστυ) 1887. | Dimitrios Voulgaris          | Alexander II.            |
| 27. Juli 1859    | Ioannis Soutsos                                                                |              | Botschafter | Athanasios Miaoulis          | Alexander II.            |
| 1837             | Andreas Metaxas Ανδρέας Π. Μεταξάς Андреас Метаксас                            |              | | Alexandros Koumoundouros     | Alexander II.            |
| 1869             | Markos Dragoumis Μάρκος Δραγούμης Маркос Драгумис                              |              | Chargé d’affaires | Thrasivoulos Zaimis          | Alexander II.            |
| 1871             | Dimitrios Bountouris Δημήτριος Μπουντούρης Димитриос Бунтурис                  |              | | Alexandros Koumoundouros     | Alexander II.            |
| 1874             | Petros Brailas-Armenis Πέτρος Βράιλας Αρμένης Петрос Браилас-Арменис           |              | Petros Brailas-Armenis (1812–1884) stammte aus Korfu und verstarb in London | Dimitrios Voulgaris          | Alexander II.            |
| 1875             | Spyridon Markoras Σπυρίδων Μαρκοράς Спиридон Маркорас                          |              | Chargé d’affaires | Charilaos Trikoupis          | Alexander II.            |
| 1886             | Nikolaos Mavrokordatos Νικόλαος Μαυροκορδάτος Николаос Маврокордатос           |              | (1837–1903), Sohn von Alexander Mavrokordatou und Harikleia Argyropoulou. Er studierte Jura in Athen und Paris. Im August 1858 wurde er zum zweiten Sekretär der griechischen Botschaft in Istanbul ernannt. 1866–1869 war er Prefect von Korfu. Er wurde dann als Deputierter der TRIKOUPI-Partei gewählt und diente als Minister für Religionsunterricht in der Trikoupi-Regierung 1878 und 1880. 1882–1885 war er Botschafter in Frankreich. 1886–1889 war er Botschafter in Sankt Petersburg. 1889–1902 war er Botschafter in der Türkei (Konstantinopel). In 1895 nahm er an den Verhandlungen zur Londoner Vereinbarung teil. 1897 unterzeichnete er als Repräsentant Griechenlands den Friedensvertrag in Istanbul zwischen Griechenland und der Türkei. 1902 trat er zurück, nachdem er als Stellvertretender Botschafter wiedergewählt worden war. Er galt als Nachfolger von Alexandros Zaimis in der TRIKOUPI-Partei. Er war auch Präsident der Vereinigung „zur Verbreitung der Griechischen Schrift“ 1871–1882. | Charilaos Trikoupis          | Alexander III.           |
| 1889             | Dimitrios Panas Δημήτριος Πάνω Панас Димитриос                                 |              | Chargé d’affaires. 18. August 1913–22. Dezember 1913 war er Außenminister und ab März 1914 Botschafter in der Türkei bei der Hohen Pforte. | Charilaos Trikoupis          | Alexander III.           |
| 1890             | Kleon Rangavis Κλέων Ρίζος Ραγκαβής Клеон Рангавис                             |              | (1842–1917) Gelehrter, Dramatiker und Diplomat; Sohn von Alexandros Rhizos Rhankaves. | Charilaos Trikoupis          | Alexander III.           |
| 1891             | Michail Papparigopoulos Μιχαήλ Παπαρρηγόπουλος Михаил Паппаригопулос           |              | Michael Paparrigopoulos (1840–1920), erstgeborener Sohn von I. Paparrigopoulos. Er studierte Jura an der Universität München und als er zurückkehrte begann er seine diplomatische Karriere. 1875–1880 Charge d’affaires des Botschafter in Rom. 1891–1892: Minister Plenipotentiary in St. Petersburg. Ab 1892 Botschafter in Rumänien (Bukarest), wo Evangelos Zappas im Dezember 1891 verstarb. Am Ende seiner Karriere wurde er als Lord Chambelán Georgs I. | Theodoros Diligiannis        | Alexander III.           |
| April 1892       | Georgios Levidis Γεώργιος Λεβίδης Георгиос Левидис                             |              | Chargé d’affaires | Konstantinos Konstantopoulos | Alexander III.           |
| 1892             | Alexandros Tobazis Αλέξανδρος Τομπάζης Александрос Томпазис                    |              | Chargé d’affaires | Konstantinos Konstantopoulos | Alexander III.           |
| 1907             | Ion Dragoumis Ίων Δραγούμης Ион Драгумис                                       | Ion Dragumis | (1878–1920), sein Großvater Markos Dragoumis war ein Anführer der Griechischen Revolution. Ion war eines von 11 Kindern von Stephanos Dragoumis, der in vielen Funktionen der Regierung, unter anderem ab 1910 Ministerpräsident, diente. Ion studierte Jura an der Universität Athen. 1897 war er als Freiwilliger im Türkisch-Griechischen Krieg. 1899 begann er seine diplomatische Karriere. Er diente als Vizekonsul in Monastir und als Konsul in Serres, Plowdiw, Burgas und Alexandroupoli. 1907 wurde er an die Botschaft in Istanbul entsandt. Während eines Aufenthaltes in Alexandria lernte er die Schriftstellerin Penelope Delta kennen, mit welcher ihn eine leidenschaftliche Liebe und Korresponden verband. Im Ersten Balkan krieg war er Minister des Kronprinzen und späteren Königs Konstantin I. in Thessaloniki. 1915 wechselte Dragoumis von der Diplomatie in die Politik. Er gehörte zu den ausgesprochenen Gegenern von Eleftherios Venizelos. Er ließ sich für Florina in das Parlament wählen. Aufgrund von Meinungsverschiedenheiten mit dem König, der den Eintritt in den Krieg ablehnte, musste Dragoumis 1917 ins Exil gehen, zunächst nach Korsika. Er wurde von Parteigängern von Venizelos am 13. August 1920 ermordet. | Georgios Theotokis           | Pjotr Stolypin           |
| 1902             | Georgios Argyropoulos Γεώργιος Αργυρόπουλος Георгиос Аргиропулос               |              | | Alexandros Zaimis            | Nikolaus II.             |
| 1909             | Nikolaos Theotokis Νικόλαος Θεοτόκης Теотокис Николаос                         |              | Chargé d’affaires, (1878–1922), Mitglied des Parlaments für Korfu. Er war der Bruder von Ioannis Theotokis. Er studierte in Athen, Paris und Berlin. 1910–1914 war er Chargé d’affaires in Berlin, 1914–1917 Botschafter in Berlin. 1920 wurde er als Abgeordneter von Korfu gewählt und wurde Justiz- und Militär-Minister. Nach dem Griechisch-Türkischen Krieg (1919–1922) wurde er zum Tode verurteilt und am 15. November 1922 in Goudi erschossen. 2010 wurde das Urteil aufgehoben. | Kyriakoulis Mavromichalis    | Pjotr Stolypin           |
| 1910             | Pantelis Psychas Ψύχας Παντελής Пантелис Психас                                |              | Chargé d’affaires, (1874–1924), geboren in Marseille, gestorben in Paris. | Stefanos Dragoumis           | Pjotr Stolypin           |
| 1914             | Ioannis Dragoumis Ιωάννης Δραγούμης Иоаннис Драгумис                           |              | (1878–1920) | Eleftherios Venizelos        | Ivan Goremykin           |
| Mai 1915         | Dimitrios Kaklamanos Δημήτριος Κακλαμάνος Димитриос Какламанос                 |              | Chargé d’affaires, (1867–1949) Diplomat, Journalist und Schriftsteller und korrespondierendes Mitglied der Akademie von Athen. Kaklamanos war Direktor der Polizeizeitung ab 1892 und dann Herausgeber der Nea Asty 1901–1907. 1907 war er Konsul in Odessa. 1910–1912 war er Sekretär der Griechischen Botschaft in Paris. 1912–1914 war er Chargé d’affaires des Botschafters in Italien. 1915–1916 war er in St. Petersburg, Direktor des Außenministeriums; außerdem war er Botschafter in Washington, D.C., St. Petersburg, Stockholm und London, sowie der griechische Repräsentant beim Völkerbund. Am 24. Jul 1923 unterzeichnete er zusammen mit Eleftherios Venizelos die Finale Fassung des Vertrags von Lausanne. | Eleftherios Venizelos        | Ivan Goremykin           |
| 1916             | Dimitrios Panas ??                                                             |              | Botschafter | Eleftherios Venizelos        | Alexander Trepow         |
| Juni 1917        | Dimitrios Kaklamanos                                                           |              | Botschafter | Eleftherios Venizelos        | Nikolai Golizyn          |
| 1921             | Alexios Pallis Αλέξιος Πάλλης Паллис Алексиос                                  |              | | Dimitrios Gounaris           | Nikolai Golizyn          |
| 1924             | Michael Tsamados Μιχάλης Τσαμαδός Майкл Тсамадас                               |              | Januar 1919: Chargé d’affaires in der Griechischen Botschaft Washington. Erstmals seit der Revolution im November 1917 traten Griechenland und Russland erneut in diplomatische Beziehungen. Michael Tsamados, der griechische Minister in Washington, wurde als Erster Minister der griechischen Republik in Sowjetrussland ausgewählt. | Alexandros Papanastasiou     | Wladimir Lenin           |
| 1924             | Mavroudes Nikolaos Νικόλαος Μαυρουδής Николаос Маврудис                        |              | Nikolaos (1873–1942) war ein griechischer Diplomat und Aktivist in den Makedonien-Kämpfen. Er war der erste Proconsul des griechischen Konsulats in Kavala und unterstützte parallel dazu die griechische Propaganda in der Region. Zusammen mit den Metropoliten Chrisostomos, Teatro und Stilyanos Mavromichalis organisierte er die Propaganda in der Region von Drama. 1910–1911 war er Konsul in Bitola. 1930 war er Botschafter in Rom. Er diente als Generalekretär des Außenministerums unter Panagis Tsaldaris. Vom 7. bis zum 10. März 1933 war er Außenminister nur mit dem Auftrag an diesem Tag die ganze Regierung aufzulösen. | Alexandros Papanastasiou     | Aleksei Rykow            |
| 1925             | Lagoudakis George Γεώργιος Λαγουδάκη Георгиос Лагудакис                        |              | | Theodoros Pangalos           | Aleksei Rykow            |
| 1926             | Panourias Nakos Πανουριάς Νάκος Пануриас Накос                                 |              | | Eleftherios Venizelos        | Aleksei Rykow            |
| 1929             | Anisas Nikolaos Νικόλαος Ανισάς Николаос Анисас                                |              | Chargé d’affaires | Eleftherios Venizelos        | Aleksei Rykow            |
| 14. August 1930  | Konstantinos Psaroudas Κωνσταντίνος Ψαρούδας Константинос Псарудас             |              | Ab 2. November 1918 war Psaroudas Generalkonsul in New York City. 1920–1922 war er der Botschafter in Italien. 1926–1927 war er Botschafter in der Tschechischen Republik. 14. August 1930–1933 war er Botschafter in Moskau. | Eleftherios Venizelos        | Wjacheslaw Molotow       |
| 1933             | Spyridon Polychroniadis Σπυρίδων Πολυχρονιάδης Спиридон Полихрониадис          |              | | Panagis Tsaldaris            | Wjatscheslaw Molotow     |
| 1935             | Ioannis Stefano (John Stephen) Ιωάννης Στεφάνο Стефану Иоаннис                 |              | Chargé d’affaires | Georgios Kondylis            | Wjatscheslaw Molotow     |
| 1936             | Jean Pappas Ιωάννης Παππάς Иоаннис Паппас                                      |              | | Ioannis Metaxas              | Wjatscheslaw Molotow     |
| Juli 1937        | Ioannis Kindynis (Jean Kindynis) Ιωάννης Κινδύνη Иоаннис Киндинис              |              | Kindynis (* ~ 1900) war Diplomat im Vereinigten Königreich, in Frankreich, in der Türkei, Ungarn, der Sowjetunion und in Schweden; 1938 Charge d’affaires in Stockholm. 1949 Extraordinary Envoy and Plenipotentiary in Wien. Herbst 1952: Manager der griechischen Delegation bei der 6. Sitzung der Generalversammlung der Vereinten Nationen in New York. 1955 wurde John Kindynis Botschafter in Schweden in Stockholm und den anderen skandinavischen Staaten in Nachfolge von Dimitrios Georgios Argyropoulos, der dafür zum Botschafter in Brasilien in Rio de Janeiro ernannt wurde in Nachfolge von Georgios Sambelis, der dafür Botschafter in Südafrika in Pretoria wurde. | Ioannis Metaxas              | Wjatscheslaw Molotow     |
| Januar 1938      | Nikolopoulos Dimitrios Δημήτριος Νικολόπουλο Димитриос Николопулос             |              | | Ioannis Metaxas              | Wjatscheslaw Molotow     |
| 1938             | Spyridon Marketis Σπυρίδων Μαρκέτης Спиридон Маркетис                          |              | | Ioannis Metaxas              | Wjatscheslaw Molotow     |
| 1940             | Christos Diamantopoulos Χρήστος Διαμαντόπουλος Христос Диамантопулос           |              | | Ioannis Metaxas              | Wjatscheslaw Molotow     |
| 1941             | Panagiotis Pipinelis Παναγιώτης Πιπινέλης Панагиотис Пипинелис                 |              | | Georgios Tsolakoglou         | Joseph Stalin            |
| 1942             | Konstantinos Sourlas Κωνσταντίνος Σούρλας Константинос Сурлас                  |              | Chargé d’affaires | Konstantinos Logothetopoulos | Stalin                   |
| 1943             | Athanasios Georgiou Politis Αθανάσιος Πολίτης Афанасиос Политис                |              | | Ioannis Rallis               | Stalin                   |
| 1947             | Basilios Neophytos Βασίλειος Νεόφυτος Василиос Неофитос                        |              | | Dimitrios Maximos            | Stalin                   |
| 1948             | Alexandros Sgourdaios Αλέξανδρος Σγουρδαίος Александрос СгурдЭос               |              | Chargé d’affaires | Themistoklis Sofoulis        | Stalin                   |
| 1951             | Thomas Ypsilanti Θωμάς Υψηλάντη Фомас Ипсилантис                               |              | Chargé d’affaires | Nikolaos Plastiras           | Stalin                   |
| 1953             | Alexandros Kountoumas Αλέξανδρος Κουντουμάς Александрос Кунтумас               |              | | Alexandros Papagos           | Georgi Malenkow          |
| 1956             | Konstantinos Cheimarios Κωνσταντίνος Χειμαριός Константинос Химариос           |              | Chargé d’affaires | Konstantinos Karamanlis      | Nikolai Bulganin         |
| 1957             | Dimitrios Pappas Δημήτριος Παππάς Димитриос Паппас                             |              | | Konstantinos Karamanlis      | Nikolai Bulganin         |
| 15. März 1960    | Georgios Kapsampeli Γεώργιος Καψαμπέλη Георгиос Капсампелис                    |              | Chargé d’affaires | Konstantinos Karamanlis      | Nikita Chruschtschow     |
| 1960             | George Christopoulos Γεώργιος Χριστόπουλος Георгиос Христопулос                |              | | Konstantinos Karamanlis      | Nikita Chruschtschow     |
| 1963             | Ioannis Tzounis (John Tzounis) Ιωάννης Τζούνης Иоаннис Тзунис                  |              | Chargé d’affaires | Konstantinos Karamanlis      | Nikita Chruschtschow     |
| 1964             | Alexander Sgourdaios                                                           |              | Botschafter | Georgios Papandreou          | Alexei Kossygin          |
| 1965             | Georgios Varsamis Γεώργιος Βαρσάμη Георгиос Варсамис                           |              | | Georgios Papandreou          | Alexei Kosygin           |
| 1967             | Konstantinos Tsamados Κωνσταντίνος Τσαμαδός Константинос Тсамадос              |              | Chargé d’affaires | Konstantinos Kollias         | Alexei Kosygin           |
| 1968             | Angelos Vlachos Άγγελος Βλάχος Ангелос Влахос                                  |              | | Georgios Papadopoulos        | Alexei Kosygin           |
| 1972             | Alexandros Dimitropoulos Αλέξανδρος Δημητρόπουλος Александрос Димитропулос     |              | | Georgios Papadopoulos        | Alexei Kosygin           |
| 1976             | Petros Kalogeras Πέτρος Καλογεράς Петрос Калогерас                             |              | | Konstantinos Karamanlis      | Alexei Kosygin           |
| 9. November 1979 | Timoleón-Notis Botsaris Τιμολέων-Νότης Μπότσαρης Тимолеон-Нотис Мпотсарис      |              | Chargé d’affaires | Konstantinos Karamanlis      | Alexei Kosygin           |
| 1979             | Andreas Metaxas Ανδρέας Μεταξάς Андреас Метаксас                               |              | | Konstantinos Karamanlis      | Alexei Kosygin           |
| 1984             | Ioannis Grigoriadis Ιωάννης Γρηγοριάδης Иоаннис Григориадис                    |              | | Andreas Papandreou           | Nikolai Tichonow         |
| 1987             | Michail Dountas Μιχαήλ Δούντας Михаил Дунтас                                   |              | | Andreas Papandreou           | Michail Gorbatschow      |
| 1988             | Aristidis Sandis Αριστείδης Σάνδης Аристидис Сандис                            |              | Chargé d’affaires | Andreas Papandreou           | Michail Gorbatschow      |
| 1989             | Elias Gounaris Ηλίας Γούναρης Илиас Гунарис                                    |              | | Tzannis Tzannetakis          | Michail Gorbatschow      |
| 1993             | Konstantinos Lymperopoylos Κωνσταντίνος Λυμπερόπουλος Константинос Либеропулос |              | | Andreas Papandreou           | Viktor Chernomyrdin      |
| 1994             | Kyriakos Rodousakis Κυριάκος Ροδουσάκης Кириакос Родусакис                     |              | | Andreas Papandreou           | Viktor Chernomyrdin      |
| 1997             | Dimitrios Kypreos Δημήτριος Κυπραίος Димитриос Кипреос                         |              | | Kostas Simitis               | Viktor Chernomyrdin      |
| 2002             | Dimitrios Paraskevopoulos Δημήτριος Παρασκευόπουλος Димитриос Параскевопулос   |              | | Kostas Simitis               | Michail Kassjanow        |
| 2005             | Elias Klis Ηλίας Κλής Илиас Клис                                               |              | (* 1946) Klis graduierte an der Fakultät für Rechtswissenschaft an der Universität Athen. Seit 1973 steht er im diplomatischen Dienst. Neben verschiedenen Ämter als Konsul oder Botschafter ist er EU-Koordinator für Terrorismusfragen, Einwanderung und Freizügigkeit der Bürger. Er vertrat Griechenland in den Verhandlungen zum Zugang zum Schengener Abkommen. Er ist verheiratet mit Ersi Klis. | Kostas Karamanlis            | Michail Fradkow          |
| 27. Februar 2009 | Michail Spinellis Μιχαήλ Σπινέλλης Михаил Спинеллис                            |              | Am 27. Februar 2009 überbrachte Michail Spinellis seine Empfehlungsschreiben an Dmitri Medwedew. Spinellis (* 26. März 1953, Athen). Er ist verheiratet und hat eine Tochter. 1975 graduierte er an der Fakultät fü Rechtswissenschaft und Wirtschaft an der Aristoteles-Universität Thessaloniki. 1976–1977 war er bei der Armee. 1979 trat er in den diplomatischen Dienst. 1987 Sekretär der Botschaft, Permanent Mission, Genf. 15. Februar 1993–9. Juni 1996 Chargé d’affaires des Botschafters in Serbien (Belgrad). 1996 Counselor in der Botschaft in London. 30. März 2000–9. Juni 2005 war er selbst Botschafter ind Serbien. 2008–2013 Botschafter in Moskau; zugleich akkreditiert in Tadschikistan. | Kostas Karamanlis            | Wladimir Putin           |
| 23. Oktober 2013 | Danae Magdalini Koumanakou Δανάη-Μαγδαληνή Κουμανάκου Данаи-Магдалини Куманаку |              | Am 23. Oktober 2013 überreichte Danae Magdalini Koumanakou ihre Empfehlungsschreiben an Wladimir Putin. Danae Magdalini Koumanakou (* 1954) 2006–2013 war sie Botschafterin in Bulgarien (Sofia). Sie hat einen Abschluss in Soziologie und Politikwissenschaften der Universität von Paris. | Antonis Samaras              | Dmitri Medwedew          |